# Sœurs Scott
Les Sœurs Scott (Harriett, 1830-1907, et Helena, 1832-1910) sont des illustratrices australiennes du XIXe siècle spécialisées dans les sciences naturelles. Elles sont surtout connues pour avoir réalisé les illustrations de l’ouvrage de leur père sur les papillons d’Australie, Australian lepidoptera and their transformations, publié en 1864.

## Biographie
Les Sœurs Scott sont les filles de l’entomologiste Alexander Walker Scott et de Hariett Calcott. En 1846, la famille Scott s’installe sur Ash Island dans l’estuaire du fleuve Hunter et y vécut pendant près de 20 ans. C’est à cette époque que les Sœurs Scott développent leur talent et illustrent la faune et la flore natives qui les entourent. À la suite de la mort de leurs parents et de problèmes financiers, les sœurs deviennent illustratrices professionnelles. En 1868, en reconnaissance de leurs travaux, elles sont nommées membres honoraires de la Société entomologique de Nouvelle-Galles du Sud.

## Importantes contributions
- (en) Australian Lepidoptera and their transformations. Vol.I (1864). A.W.Scott
- (en) Australian Lepidoptera and their transformations. Vol.II (1890-1898)